# Rune Jonsson (politiker)
Rune Jonsson, född 17 september 1929 i Grundsunda församling, död 20 juni 2006 i Örnsköldsvik, var en svensk elektriker och politiker (socialdemokrat). 
Jonsson var ledamot av riksdagens första kammare 1969-1970 (invald i Västernorrlands läns och Jämtlands läns valkrets) samt riksdagsledamot från 1971 (för Västernorrlands läns valkrets).